# كرايغ ودمان
كرايغ ودمان (بالإنجليزية: Craig Woodman)‏ هو لاعب كرة قدم بريطاني، ولد في 22 ديسمبر 1982 في Tiverton, Devon ‏ في المملكة المتحدة. لعب مع نادي إكزتر سيتي ونادي بريستول سيتي ونادي برينتفورد ونادي توركي يونايتد ونادي مانسفيلد تاون وويكمب وندررز.

## وصلات خارجية
- كرايغ ودمان على موقع قاعدة بيانات كرة القدم.إي يو (الإنجليزية)
- كرايغ ودمان على موقع Soccerbase.com (لاعب) (الإنجليزية)